# Roadracing-VM 1972
Roadracing-VM 1972 kördes sammanlagt över 13 omgångar (för 50cc-klassen bara 8 omgångar).
| Klass   | Mästare individuellt         | Mästare konstruktörer |
| ------- | ---------------------------- | --------------------- |
| 500GP   | Giacomo Agostini             | MV Agusta             |
| 350GP   | Giacomo Agostini             | MV Agusta             |
| 250GP   | Jarno Saarinen               | Yamaha                |
| 125GP   | Ángel Nieto                  | Derbi                 |
| 50GP    | Ángel Nieto (Derbi)          | Kreidler              |
| Sidvagn | Klaus Enders/Ralf Engelhardt | BMW                   |

## 500GP
Mästare för sjunde året i rad blev Giacomo Agostini. Han vann 11 av 13 race för MV Agusta.

### Delsegrare
| Bana              | Vinnare          | Märke     |
| ----------------- | ---------------- | --------- |
| Nürburgring       | Giacomo Agostini | MV Agusta |
| Clermont-Ferrand  | Giacomo Agostini | MV Agusta |
| Salzburgring      | Giacomo Agostini | MV Agusta |
| Imola             | Giacomo Agostini | MV Agusta |
| Manx TT           | Giacomo Agostini | MV Agusta |
| Opatija           | Alberto Pagani   | MV Agusta |
| Assen             | Giacomo Agostini | MV Agusta |
| Spa-Francorchamps | Giacomo Agostini | MV Agusta |
| Sachsenring       | Giacomo Agostini | MV Agusta |
| Brno              | Giacomo Agostini | MV Agusta |
| Anderstorp        | Giacomo Agostini | MV Agusta |
| Imatra            | Giacomo Agostini | MV Agusta |
| Montjuïc          | Chas Mortimer    | Yamaha    |

### Slutställning 500GP
| Plats | Förare           | Märke     | Poäng |
| ----- | ---------------- | --------- | ----- |
| 1     | Giacomo Agostini | MV Agusta | 105   |
| 2     | Alberto Pagani   | MV Agusta | 87    |
| 3     | Bruno Kneubühler | Yamaha    | 54    |
| 4     | Rodney Gould     | Yamaha    | 52    |
| 5     | Bo Granath       | Husqvarna | 47    |
| 6     | Chas Mortimer    | Yamaha    | 42    |

## 350GP
Det blev mycket jämnare i 350GP där Agostini fick slåss med Jarno Saarinen om titeln, men lyckades ta titeln genom högre högstanivå.

### Delsegrare
| Bana             | Vinnare          | Märke     |
| ---------------- | ---------------- | --------- |
| Nürburgring      | Jarno Saarinen   | Yamaha    |
| Clermont-Ferrand | Jarno Saarinen   | Yamaha    |
| Salzburgring     | Giacomo Agostini | MV Agusta |
| Imola            | Giacomo Agostini | MV Agusta |
| Manx TT          | Giacomo Agostini | MV Agusta |
| Opatija          | János Drapál     | Yamaha    |
| Assen            | Giacomo Agostini | MV Agusta |
| Sachsenring      | Phil Read        | MV Agusta |
| Brno             | Jarno Saarinen   | Yamaha    |
| Anderstorp       | Giacomo Agostini | MV Agusta |
| Imatra           | Giacomo Agostini | MV Agusta |
| Montjuïc         | Bruno Kneubühler | Yamaha    |

### Slutställning
| Placering | Förare           | Märke     | Poäng |
| --------- | ---------------- | --------- | ----- |
| 1         | Giacomo Agostini | MV Agusta | 102   |
| 2         | Jarno Saarinen   | Yamaha    | 89    |
| 3         | Renzo Pasolini   | Aermacchi | 78    |
| 4         | Dieter Braun     | Yamaha    | 54    |
| 5         | Phil Read        | MV Agusta | 51    |
| 6         | Bruno Kneubühler | Yamaha    | 45    |

## 250GP
I 250 GP fick så Saarinen sin titel efter en hård kamp med Renzo Pasolini och Rodney Gould. Ett år senare var både Saarinen och Pasolini döda.

### Delsegrare
| Bana             | Vinnare        | Märke     |
| ---------------- | -------------- | --------- |
| Nürburgring      | Hideo Kanaya   | Yamaha    |
| Clermont-Ferrand | Phil Read      | Yamaha    |
| Salzburgring     | Börje Jansson  | Derbi     |
| Imola            | Renzo Pasolini | Aermacchi |
| Manx TT          | Phil Read      | Yamaha    |
| Opatija          | Renzo Pasolini | Aermacchi |
| Assen            | Rodney Gould   | Yamaha    |
| Spa              | Jarno Saarinen | Yamaha    |
| Sachsenring      | Jarno Saarinen | Yamaha    |
| Brno             | Jarno Saarinen | Yamaha    |
| Anderstorp       | Rodney Gould   | Yamaha    |
| Imatra           | Jarno Saarinen | Yamaha    |
| Montjuïc         | Renzo Pasolini | Aermacchi |

### Slutställning
| Placering | Förare           | Märke     | Poäng |
| --------- | ---------------- | --------- | ----- |
| 1         | Jarno Saarinen   | Yamaha    | 94    |
| 2         | Renzo Pasolini   | Aermacchi | 93    |
| 3         | Rodney Gould     | Yamaha    | 88    |
| 4         | Phil Read        | Yamaha    | 58    |
| 5         | Teuvo Länsivuori | Yamaha    | 46    |
| 6         | John Dodds       | Yamaha    | 42    |

## 125GP
Klassen vanns av Ángel Nieto.

### Delsegrare
| Bana             | Vinnare           | Märke      |
| ---------------- | ----------------- | ---------- |
| Nürburgring      | Gilberto Parlotti | Morbidelli |
| Clermont-Ferrand | Gilberto Parlotti | Morbidelli |
| Salzburgring     | Ángel Nieto       | Derbi      |
| Imola            | Ángel Nieto       | Derbi      |
| Manx TT          | Chas Mortimer     | Yamaha     |
| Opatija          | Kent Andersson    | Yamaha     |
| Assen            | Ángel Nieto       | Derbi      |
| Spa              | Ángel Nieto       | Derbi      |
| Sachsenring      | Börje Jansson     | Maico      |
| Brno             | Börje Jansson     | Maico      |
| Anderstorp       | Ángel Nieto       | Derbi      |
| Imatra           | Kent Andersson    | Yamaha     |
| Montjuïc         | Kent Andersson    | Yamaha     |

### Slutställning
| Placering | Förare            | Märke      | Poäng |
| --------- | ----------------- | ---------- | ----- |
| 1         | Ángel Nieto       | Derbi      | 97    |
| 2         | Kent Andersson    | Yamaha     | 87    |
| 3         | Chas Mortimer     | Yamaha     | 87    |
| 4         | Börje Jansson     | Maico      | 78    |
| 5         | Gilberto Parlotti | Morbidelli | 52    |
| 6         | Dave Simmonds     | Kawasaki   | 44    |

## 50GP
Även 50GP vanns av Ángel Nieto, som därmed tog en dubbel.

### Delsegrare
| Bana        | Vinnare      | Märke    |
| ----------- | ------------ | -------- |
| Nürburgring | Jan de Vries | Kreidler |
| Imola       | Jan de Vries | Kreidler |
| Opatija     | Jan Bruins   | Kreidler |
| Assen       | Ángel Nieto  | Derbi    |
| Spa         | Ángel Nieto  | Derbi    |
| Sachsenring | Theo Timmer  | Jamanthi |
| Sverige     | Jan de Vries | Kreidler |
| Montjuïc    | Ángel Nieto  | Derbi    |

### Slutställning
| Placering | Förare            | Märke    | Poäng |
| --------- | ----------------- | -------- | ----- |
| 1         | Ángel Nieto       | Derbi    | 69    |
| 2         | Jan de Vries      | Kreidler | 69    |
| 3         | Theo Timmer       | Jamanthi | 50    |
| 4         | Jan Bruins        | Kreidler | 38    |
| 5         | Otello Buscherini | Malanca  | 32    |
| 6         | Hans Hummel       | Kreidler | 26    |